# Piper majusculum
Piper majusculum är en pepparväxtart som beskrevs av Carl Ludwig von Blume. Piper majusculum ingår i släktet Piper och familjen pepparväxter. Inga underarter finns listade i Catalogue of Life.